# 熾焰帝國：毀滅之環
《熾焰帝國：毀滅之環》（英語：Kingdom Under Fire: Circle of Doom），是於2007年由Blueside開發，微软游戏工作室在Xbox 360發售的動作角色扮演遊戲。这是《熾焰帝國》系列的第四部作品。与前一部作品相比，《毁灭之环》缺乏即时战略元素，游戏玩法主要侧重于砍殺。

## 评价
| 媒体                   | 得分    |
| ---------------------- | ------- |
| Official Xbox Magazine | 8/10    |
| IGN                    | 5.8/10  |
| Game Informer          | 5.25/10 |
| GameSpy                | 2.5/5   |
| Eurogamer              | 5/10    |
| GameSpot               | 6/10    |
| Play Magazine          | 8/10    |
| GameTrailers           | 5.9     |
| UGO                    | C+      |

《毁灭之环》发行后，收到的评价褒贬不一，GameRankings根据46条评论给出得分为56％。《官方Xbox杂志》赞扬该游戏，与前作游戏相比减少RTS元素，并提供更多的“大量连击和砍杀动作”，“在挥拳时看上去很可爱”。虽然《Play杂志》注意到可用道具的多样性会影响游戏可玩性，但“我敢保证，你在摆弄武器、符咒和道具时从来没有这么开心过。”

## 外部連結
- 《熾焰帝國：毀滅之環》中文官方網站 （页面存档备份，存于）